# 2014年高城郡韓軍槍擊案
高城郡韓軍槍擊案，或稱韓軍哨所槍擊案，是2014年6月21日一起發生於韓國江原道高城郡的事件。肇事者是一名隸屬於韓國陸軍第22步兵師55團第3營的林姓兵長（임 병장）[註1]，他於21日晚間，在郡內一處靠近三八線東部的前線哨所附近射殺同袍5人、擊傷7人，並攜帶槍彈逃離現場。韓國軍方在事後立刻發布「珍島犬警戒令」，並派出大規模兵力展開搜捕及包圍行動，雙方在過程中發生交火、對峙。6月23日，林兵長因為自殺未遂而落網。

## 經過

### 6月21日
2014年6月21日（星期六）晚上8點15分左右，在韓軍駐守高城郡的某處一般前哨（일반전초；）附近，林兵長結束了白天勤務，但並未交還槍彈和手榴彈，他趁著8名士兵在哨所前面的三岔路集合、準備換哨之時，從23公尺外之處投出手榴彈，接著以K-2步槍掃射逃離現場的士兵，然後又前往生活館，朝著館內的同袍射擊。在這事發不到10分鐘的過程內，林某領取的70多發實彈中最少射出25發、還更換了兩次彈匣，總共導致5死7傷。死者除了林某的1位上級（下士）之外、尚有另1位兵長、1名上兵和2位一兵。當中的兩人在館內身亡、另外三人在館外身亡。
林兵長在肇事之後便武裝逃離了陣地，身上除了步槍之外尚有60多發實彈。韓國軍方隨即在相關區域發布了級別為「珍島犬一號」的非常事態警報，憲兵和警察在事發地周邊設置了多個檢查站，盤查路過的人車。

### 6月22日
翌日黎明，韓國軍方展開了全面行動，直升機在高城郡周邊的茂密山林上空巡視林兵長的蹤跡，特種部隊則派出大批人馬在地面上搜索。22師之上級部隊——第8軍的一位上校發言人在記者會中表示，投入搜索任務的兵力規模相當於9個營，約有4000人。
事件發生18小時後的下午2點之後，搜索隊在距離槍擊現場東北方10多公里處的明波里小學附近，找到了藏身樹林中的林兵長。後者拒絕投降、開槍抵抗，雙方互射了10多發子彈。一名中尉排長胳膊中彈，另有一名上兵遭到友軍誤擊，兩人都被送往醫院。明波里的槍戰爆發後，韓國軍改變了戰略，受過心理戰訓練的陸軍特攻隊第703特攻團（703특공연대）加入行動，試圖用施壓及勸誘的方式使其投降。除了韓軍於周邊建構出4公里長、1公里寬的包圍網外，林某在水原的父母也來到高城。
儘管軍方著手嘗試圍捕，但林兵長仍繼續開槍抵抗，軍用直升機和林某的家人所發送的勸降廣播也沒有得到回應，局勢陷入對峙狀態，並持續到深夜。晚上11點左右，曾有一位疑似林某的人士接近馬達里附近的韓軍防線，但搜索隊員未能確認身分，對方便已迅速逃逸。軍方考量到夜間進行勸降，可能使林某將廣播誤認為槍聲，或是因為能見度差而導致誤射事件，而決定暫停行動。

### 6月23日
6月23日早晨起，韓軍實施了積極說服戰略。上午8時20分左右，搜索隊在事發7公里外的縣內面茂松亭附近發現了林兵長。703特攻團團長、團內一名連長和第8軍憲兵隊隊長三人卸下身上的武器，靠近林兵長並開始勸說。在林某的要求下，搜索隊員先後扔給他手機、飲水和軍糧。林兵長在8點40分與家人取得了通話，而他的父親和兄長還於11點25分親自到達現場。在對話過程中，林的父母不斷勸其投降自首，但他卻擔心繳械回去之後會被判處死刑，仍未投降。
下午2點30分時，林兵長用軍方給他的紙筆寫下遺書，並於2點55分以步槍朝自己的左胸和肩膀之間開槍、試圖自殺。軍方立即將大量失血，但意識尚存的林兵長送往江陵市國軍醫院，但之後又於5點30分轉送同市的峨山醫院。經過三個小時的手術搶救才脫離生命危險、並移至重患者室。
當整起槍擊案落幕、情勢穩定之後，韓國軍隊在3點30分解除了珍島犬警報令。明波、馬達和培峰等地的村民開始從大津小學和中學體育館內的避難所返家。軍方還收回了林兵長攜走的K-2步槍和所有實彈，並將他移交给軍中調查機構。

## 後續
6月27日起，江陵國軍醫院正式展開了針對林道彬兵長的調查。韓軍偵察機構也在事後查抄了林道彬的家，希望從其生活中遺留的便條上獲取參考線索。
6月30日，韓國陸軍相關負責人舉辦記者會、發布槍擊案的初步調查結果，7月15日時又於國防部對媒體公告了更詳細的調查內容。根據調查，林兵長1992年生，2012年入伍，原定於9月16日退伍的義務役士兵，案發前的他常遭到同袍和長官排擠、数落，由於無法適應軍中生活，在2013年4月時一度被陸軍列入A級（特別管理對象）關注名單，不能到普通哨所值勤，後來關注級別才調降為B級（重點管理對象），並曾接受心理諮詢。
韓國軍方的報告判斷槍擊案是林道彬單獨作案的結果，並且肇事過程有明顯的計劃性。此外，韓軍還在7月的國防部記者會中公開了林兵長自殺前寫下的遺言，文內指出「我想對所有人說抱歉，無論他們犯了哪些錯誤，我殺死他們是重大的犯罪」，但對於曾經欺凌他的人，林某又寫道：「不論是誰面臨像我這樣的處境，都會有那種生不如死的痛苦。雖然我犯了錯誤，但他們也有錯」。
同在陸軍初步調查結果出爐的6月30日，韓國總統朴槿惠在青瓦台召開會議，並就高城郡的槍擊案傳達了歉意和遺憾。除了對亡者和其家屬表示哀悼及慰問外，尚要求相關部門查明真相，並採取有效措施防範類似事件復發。7月27日，韓國兵務廳宣布為了預防槍擊案重演，將在徵兵體檢中加開綜合心理測試，以增強對役男的精神狀態檢測。
8月1日，韓國第8軍檢察部正式起訴林兵長，控告他殺人、杀害上級、擅離部隊。擔任事發哨所所長的姜姓中尉也被控違反命令、懈怠戰備。
2015年2月3日，位於江原道原州市的第一野戰軍司令部普通軍事法院判處林道彬死刑，同年8月二審維持死刑判決。
林道彬繼續提出上訴，2016年2月19日，最高法院以9比4的投票確認了死刑。：「林兵長顯然是一個聰明、冷酷的人。是殺害五名同志的反社會犯罪分子。」最終，死刑被確認。相關高階主管也受到了紀律處分。師長徐相國少將被免職降職為陸軍訓練所所長，團長、營長、連長皆被免職。排長文少尉因其他原因已被免職，並受到追加紀律處分並被判監禁。
林道彬目前被關在軍事監獄。由於韓國自1997年以來就不再執行死刑，林道彬真正被處決的可能性不高。且自1986年以來，處決士兵已經停止。。

## 類似事件
韓國陸軍第22師在過去亦曾發生過數起情節嚴重的士兵肇事、逃逸案。1984年6月26日，隸屬於該師56團4營、且同樣駐在高城的趙姓一兵，趁夜朝著入睡的同袍開槍掃射，造成12人死亡，11人負傷，成為韓國軍史上傷亡人數最慘重的槍擊事件之一，趙一兵在事發三天後就北逃，向朝鮮投誠。在1988年9月16日的「手榴彈投擲案」（수류탄 투척）中，同屬22師的李姓二兵將兩顆拔除插梢的手榴彈拋入營房，導致2死10傷。
高城郡槍擊案之前的21世紀裡，韓國國軍尚發生過兩起重大的軍人槍弒同僚事件，第一起是2005年的漣川槍擊案，陸軍第28師的金姓一兵殺了包含排長和同袍在內的8人。第二起則是2011年的江華島槍擊案，第2海軍陸戰師的金姓上兵在江華島的基地內開槍、投彈，4名陸戰隊員在攻擊中喪生。